# L'Isle-Arné
Pour les articles homonymes, voir L'Isle.
L'Isle-Arné (L'Isleta e Arnès en gascon) est une commune française située dans l'est du département du Gers, en région Occitanie. Sur le plan historique et culturel, la commune est dans le Gimoès, un petit territoire autour de Gimont, traversé en son milieu par la Gimone.
Exposée à un climat océanique altéré, elle est drainée par l'Arrats, le ruisseau du Barbut et par divers autres petits cours d'eau.
L'Isle-Arné est une commune rurale qui compte 187 habitants en 2022, après avoir connu une forte hausse de la population depuis 1975.  Elle fait partie de l'aire d'attraction de Toulouse. Ses habitants sont appelés les L'Ilois ou  L'Iloises.

## Géographie

### Localisation
Le village est situé à environ 17 kilomètres à l'est de Auch sur la rive droite de l’Arrats.
La commune est située dans l'ancien territoire de Gascogne du Corrensaguet et dans la partie sud-ouest de l'ancien canton de Gimont.

### Communes limitrophes
L'Isle-Arné est limitrophe de quatre autres communes.
Les communes limitrophes sont  Aubiet, Juilles, Lussan et Saint-Caprais.
|        | Aubiet        |         |
| Lussan | L'Isle-Arné   | Juilles |
|        | Saint-Caprais |         |

### Géologie et relief
La superficie de la commune est de 697 hectares ; son altitude varie de 149  à   234 mètres.
L'Isle-Arné se situe en zone de sismicité 1 (sismicité très faible).

### Hydrographie

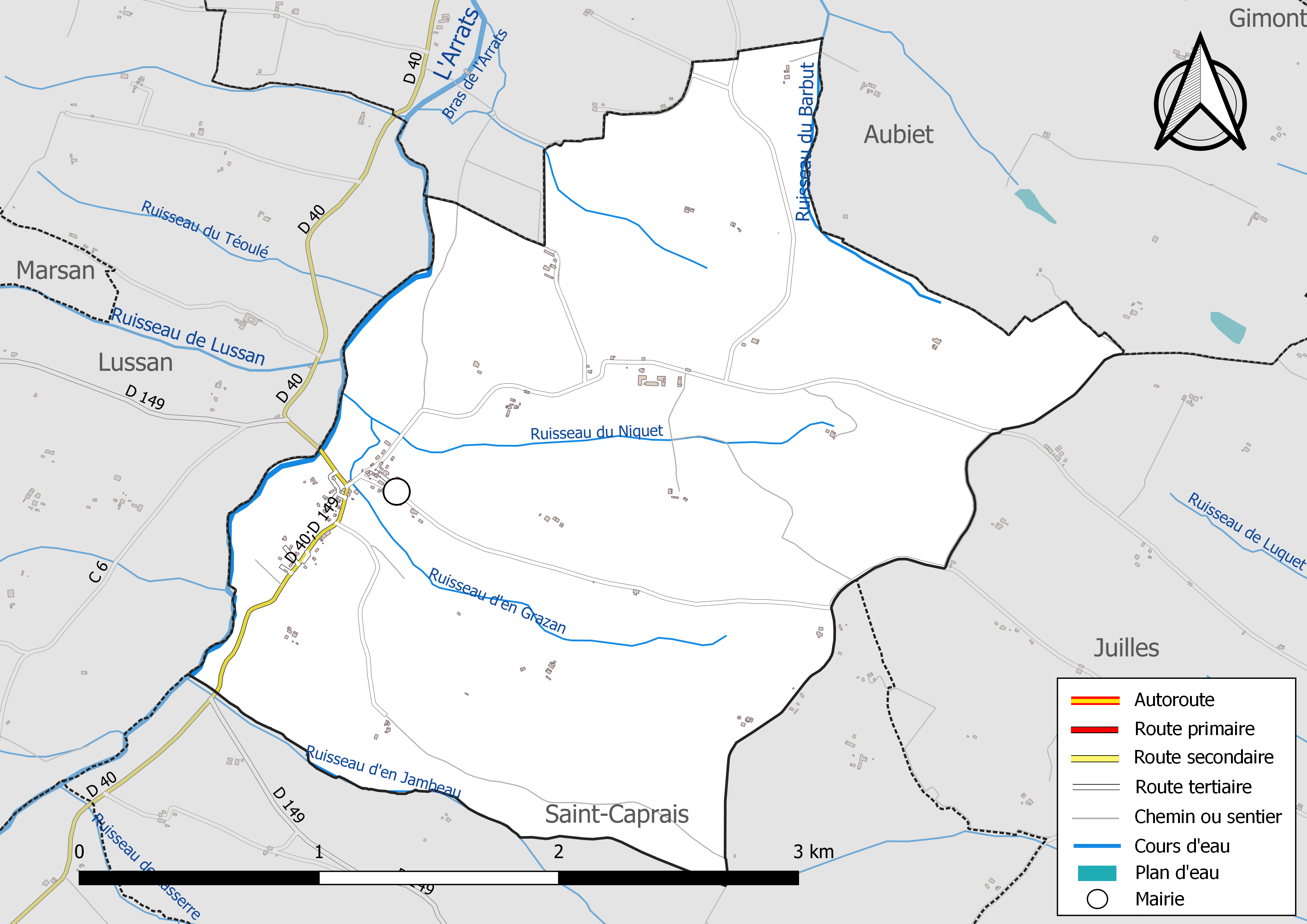
Réseaux hydrographique et routier de l'Isle-Arné.

La commune est dans le bassin de la Garonne, au sein du bassin hydrographique Adour-Garonne. Elle est drainée par l'Arrats, le ruisseau du Barbut, le ruisseau d'en Grazan, le ruisseau d'en Jambeau, le ruisseau du Niquet, le ruisseau du Téoulé et par un petit cours d'eau, qui constituent un réseau hydrographique de 9 km de longueur totale,.
L'Arrats, d'une longueur totale de 162,1 km, prend sa source dans la commune de Lannemezan et s'écoule vers le nord. Il traverse la commune et se jette dans la Garonne à Saint-Loup, après avoir traversé 66 communes.

### Climat
Pour des articles plus généraux, voir Climat de l'Occitanie et Climat du Gers.
En 2010, le climat de la commune est de type climat du Bassin du Sud-Ouest, selon une étude s'appuyant sur une série de données couvrant la période 1971-2000. En 2020, Météo-France publie une typologie des climats de la France métropolitaine dans laquelle la commune est exposée à un climat océanique altéré et est dans la région climatique Aquitaine, Gascogne, caractérisée par une pluviométrie abondante au printemps, modérée en automne, un faible ensoleillement au printemps, un été chaud (19,5 °C), des vents faibles, des brouillards fréquents en automne et en hiver et des orages fréquents en été (15 à 20 jours).
Pour la période 1971-2000, la température annuelle moyenne est de 13 °C, avec une amplitude thermique annuelle de 15,6 °C. Le cumul annuel moyen de précipitations est de 742 mm, avec 10 jours de précipitations en janvier et 6 jours en juillet. Pour la période 1991-2020, la température moyenne annuelle observée sur la station météorologique la plus proche, située sur la commune de Lahas à 12 km à vol d'oiseau, est de 13,9 °C et le cumul annuel moyen de précipitations est de 633,5 mm,. Pour l'avenir, les paramètres climatiques de la commune estimés pour 2050 selon différents scénarios d'émission de gaz à effet de serre sont consultables sur un site dédié publié par Météo-France en novembre 2022.

### Milieux naturels et biodiversité
Aucun espace naturel présentant un intérêt patrimonial n'est recensé sur la commune dans l'inventaire national du patrimoine naturel,,.

## Urbanisme

### Typologie
Au 1er janvier 2024, L'Isle-Arné est catégorisée commune rurale à habitat dispersé, selon la nouvelle grille communale de densité à sept niveaux définie par l'Insee en 2022.
Elle est située hors unité urbaine. Par ailleurs la commune fait partie de l'aire d'attraction de Toulouse, dont elle est une commune de la couronne,. Cette aire, qui regroupe 527 communes, est catégorisée dans les aires de 700 000 habitants ou plus (hors Paris),.

### Occupation des sols
L'occupation des sols de la commune, telle qu'elle ressort de la base de données européenne d’occupation biophysique des sols Corine Land Cover (CLC), est marquée par l'importance des territoires agricoles (100 % en 2018), une proportion identique à celle de 1990 (100 %). La répartition détaillée en 2018 est la suivante : 
terres arables (85,6 %), zones agricoles hétérogènes (14,4 %). L'évolution de l’occupation des sols de la commune et de ses infrastructures peut être observée sur les différentes représentations cartographiques du territoire : la carte de Cassini (XVIIIe siècle), la carte d'état-major (1820-1866) et les cartes ou photos aériennes de l'IGN pour la période actuelle (1950 à aujourd'hui).

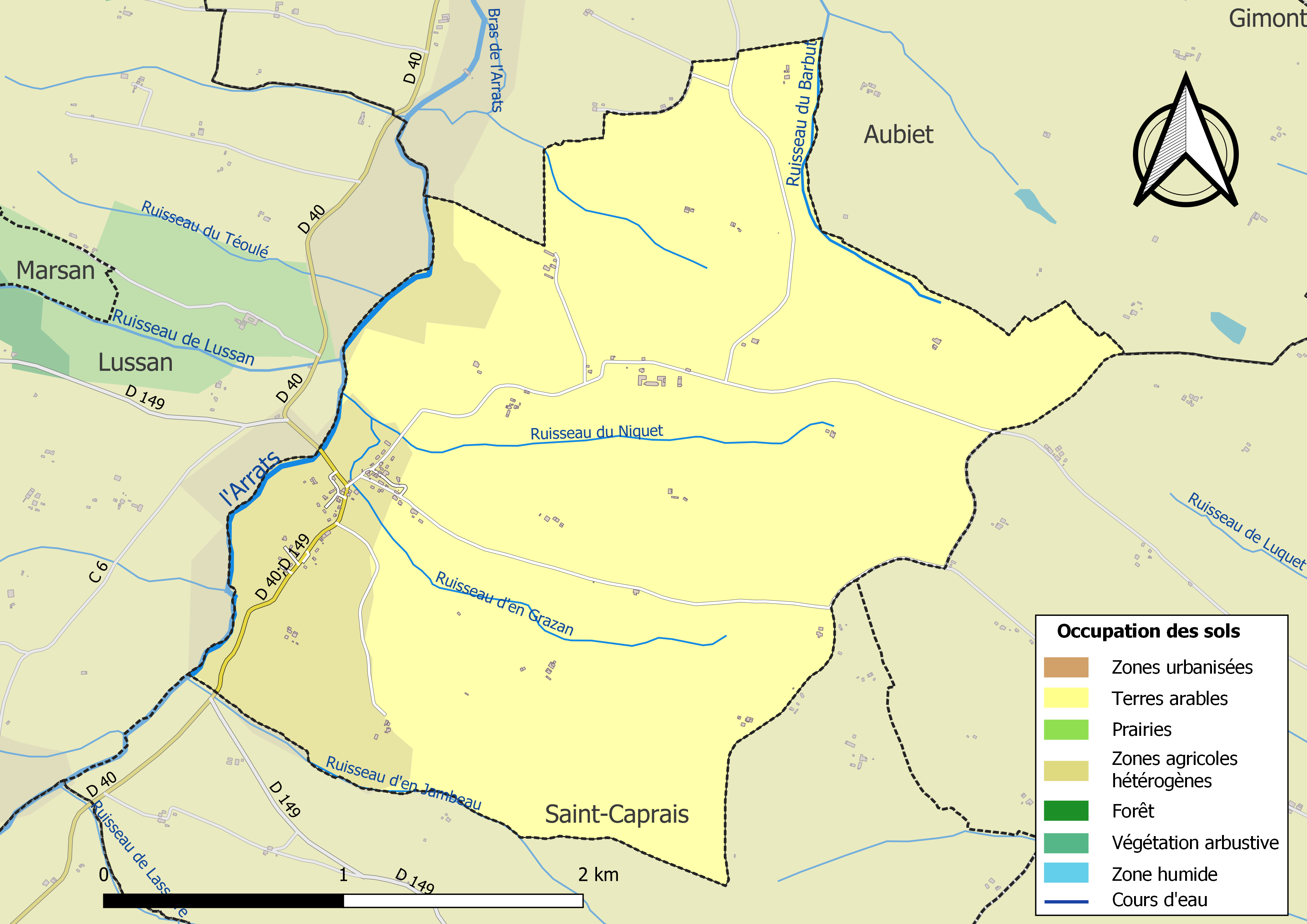
Carte des infrastructures et de l'occupation des sols de la commune en 2018 (CLC).

### Voies de communication et transports
La commune est traversée par la route départementale D 40.

### Risques majeurs
Le territoire de la commune de l'Isle-Arné est vulnérable à différents aléas naturels : météorologiques (tempête, orage, neige, grand froid, canicule ou sécheresse) et séisme (sismicité très faible). Un site publié par le BRGM permet d'évaluer simplement et rapidement les risques d'un bien localisé soit par son adresse soit par le numéro de sa parcelle.

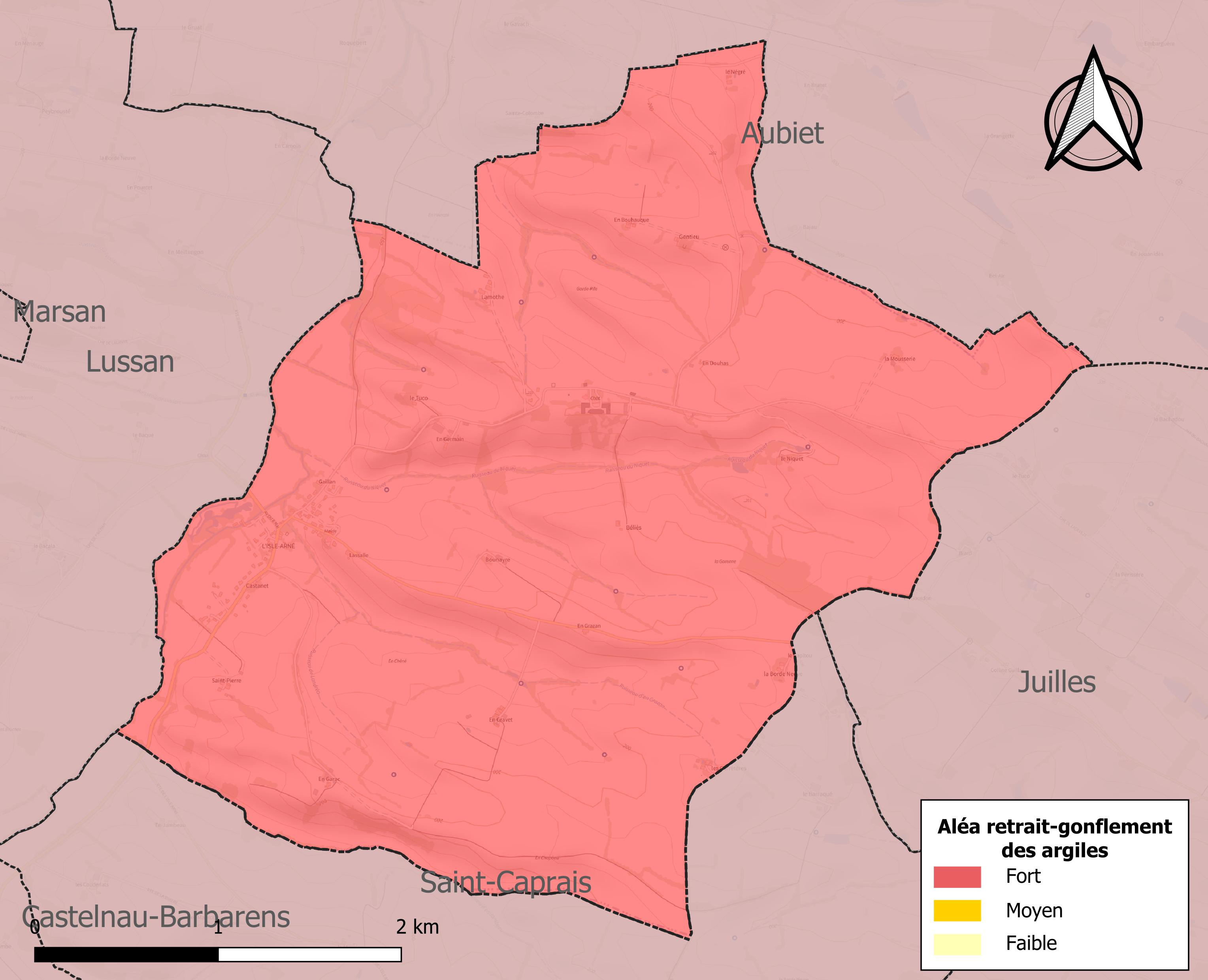
Carte des zones d'aléa retrait-gonflement des sols argileux de l'Isle-Arné.

Le retrait-gonflement des sols argileux est susceptible d'engendrer des dommages importants aux bâtiments en cas d’alternance de périodes de sécheresse et de pluie. La totalité de la commune est en aléa moyen ou fort (94,5 % au niveau départemental et 48,5 % au niveau national). Sur les 71 bâtiments dénombrés sur la commune en 2019, 71 sont en aléa moyen ou fort, soit 100 %, à comparer aux 93 % au niveau départemental et 54 % au niveau national. Une cartographie de l'exposition du territoire national au retrait gonflement des sols argileux est disponible sur le site du BRGM,.
Par ailleurs, afin de mieux appréhender le risque d’affaissement de terrain, l'inventaire national des cavités souterraines permet de localiser celles situées sur la commune.
La commune a été reconnue en état de catastrophe naturelle au titre des dommages causés par les inondations et coulées de boue survenues en 1999, 2000 et 2009. Concernant les mouvements de terrains, la commune a été reconnue en état de catastrophe naturelle au titre des dommages causés par la sécheresse en 1989, 1998, 2002, 2011, 2016 et 2019 et par des mouvements de terrain en 1999.

## Toponymie
- Arné en 1793 et 1801, L'Isle-Arné en 1821[21].

## Histoire
L'Isle-Arné regroupe depuis l'ordonnance royale de 1821 les communes d'Arné et de L'Ile-sur-Imonde.
Le château d'Arné qui fut le siège de la famille seigneuriale d'Arné dont l'un des membres fut compagnon de Blaise de Montluc a retrouvé après divers travaux et aménagement du parc le charme d’antan.
La commune est sur le chemin du pèlerinage de Saint-Jacques-de-Compostelle de la via Tolosane (le chemin d'Arles).

## Politique et administration

### Administration municipale
Le nombre d'habitants au recensement de 2011 étant compris entre 100 et 499, le nombre de membres du conseil municipal pour l'élection de 2014 est de onze,.

### Rattachements administratifs et électoraux
Commune faisant partie de la communauté de communes des Coteaux Arrats Gimone et du canton d'Auch-2 (avant le redécoupage départemental de 2014, L'Isle-Arné faisait partie de l'ex-canton de Gimont) et avant le 1er janvier 2017 elle faisait partie de la communauté de communes de l'Arrats-Gimone.

### Liste des maires

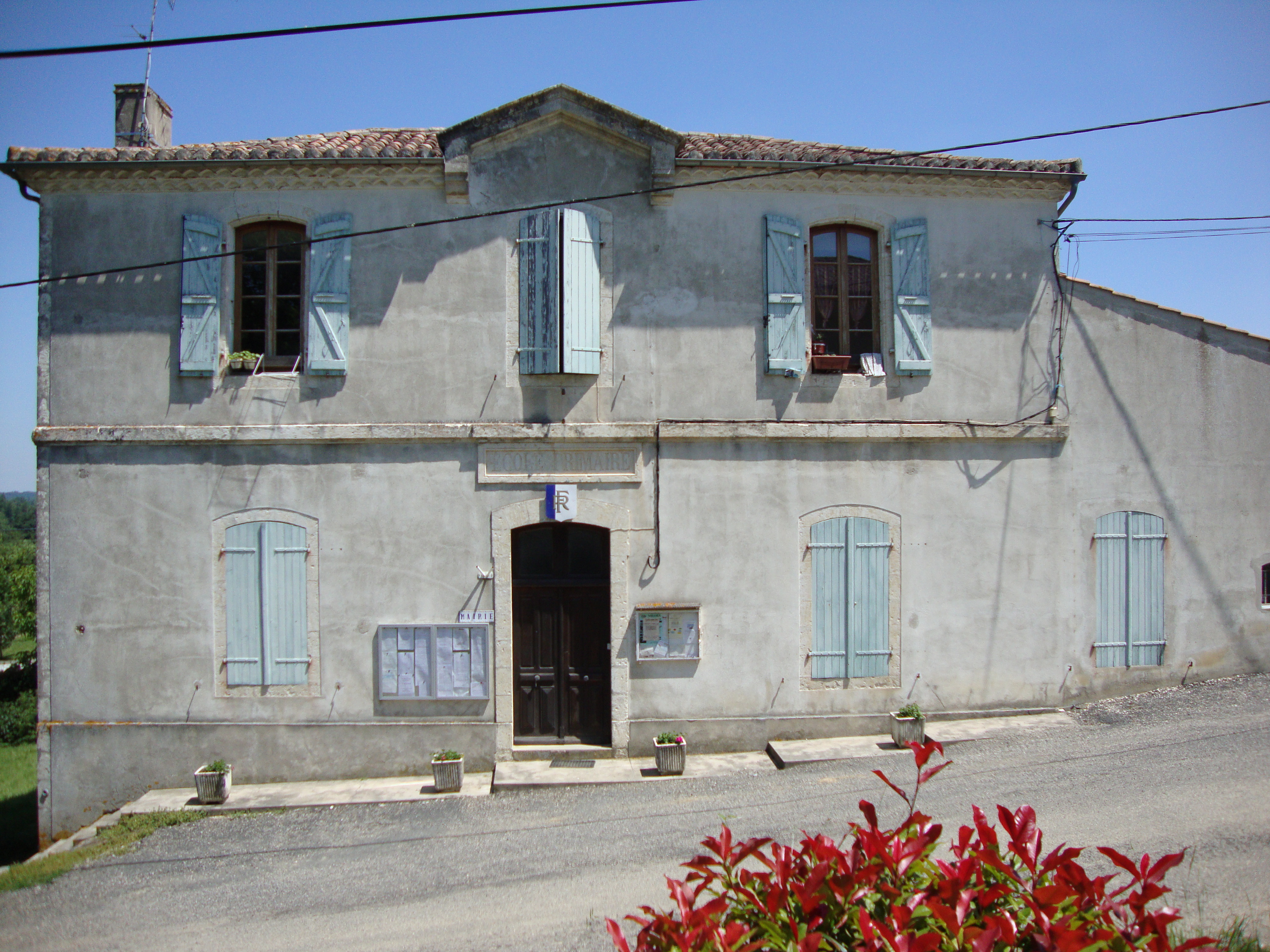
La mairie.

| Période                                  | Période  | Identité        | Étiquette | Qualité                    |
| ---------------------------------------- | -------- | --------------- | --------- | -------------------------- |
| Les données manquantes sont à compléter. |          |                 |           |                            |
| 1959                                     | 2001     | Guy Balas       | PS        | Conseiller général         |
| mars 2001                                | 2018     | Pierre Mun      | PS        | Retraité de l'enseignement |
| 2018                                     | 2020     | Patricia Grauby |           | Agent technique            |
| 2020                                     | En cours | Sébastien Ghion |           |                            |

## Population et société

### Démographie
L'évolution du nombre d'habitants est connue à travers les recensements de la population effectués dans la commune depuis 1793. Pour les communes de moins de 10 000 habitants, une enquête de recensement portant sur toute la population est réalisée tous les cinq ans, les populations de référence des années intermédiaires étant quant à elles estimées par interpolation ou extrapolation. Pour la commune, le premier recensement exhaustif entrant dans le cadre du nouveau dispositif a été réalisé en 2008.

En 2022, la commune comptait 187 habitants, en évolution de +4,47 % par rapport à 2016 (Gers : +1,04 %, France hors Mayotte : +2,11 %).
| 1793 | 1800 | 1806 | 1821 | 1831 | 1841 | 1846 | 1851 | 1856 |
| ---- | ---- | ---- | ---- | ---- | ---- | ---- | ---- | ---- |
| 71   | 71   | 70   | 91   | 212  | 216  | 233  | 211  | 214  |

| 1861 | 1866 | 1872 | 1876 | 1881 | 1886 | 1891 | 1896 | 1901 |
| ---- | ---- | ---- | ---- | ---- | ---- | ---- | ---- | ---- |
| 222  | 231  | 236  | 211  | 220  | 213  | 195  | 178  | 177  |

| 1906 | 1911 | 1921 | 1926 | 1931 | 1936 | 1946 | 1954 | 1962 |
| ---- | ---- | ---- | ---- | ---- | ---- | ---- | ---- | ---- |
| 181  | 170  | 154  | 147  | 163  | 169  | 169  | 141  | 115  |

| 1968 | 1975 | 1982 | 1990 | 1999 | 2006 | 2008 | 2013 | 2018 |
| ---- | ---- | ---- | ---- | ---- | ---- | ---- | ---- | ---- |
| 108  | 101  | 101  | 83   | 82   | 111  | 119  | 167  | 181  |

| 2022 | - | - | - | - | - | - | - | - |
| ---- | - | - | - | - | - | - | - | - |
| 187  | - | - | - | - | - | - | - | - |

| selon la population municipale des années : | 1968 | 1975 | 1982 | 1990 | 1999 | 2006 | 2009 | 2013 |
| Rang de la commune dans le département      | 392  | 304  | 354  | 377  | 410  | 336  | 313  | 243  |
| Nombre de communes du département           | 466  | 462  | 462  | 462  | 463  | 463  | 463  | 463  |

### Enseignement
L'Isle-Arné fait partie de l'académie de Toulouse.

### Activités sportives
Chasse, pétanque,

## Économie

### Revenus
En 2018  (données Insee publiées en septembre 2021), la commune compte 63 ménages fiscaux, regroupant 182 personnes. La médiane du revenu disponible par unité de consommation est de 19 690 € (20 820 € dans le département).

### Emploi
|                | 2008   | 2013  | 2018  |
| -------------- | ------ | ----- | ----- |
| Commune        | 13,7 % | 5,9 % | 5,7 % |
| Département    | 6,1 %  | 7,5 % | 8,2 % |
| France entière | 8,3 %  | 10 %  | 10 %  |

En 2018, la population âgée de 15 à 64 ans s'élève à 105 personnes, parmi lesquelles on compte 78,1 % d'actifs (72,4 % ayant un emploi et 5,7 % de chômeurs) et 21,9 % d'inactifs,. En  2018, le taux de chômage communal (au sens du recensement) des 15-64 ans est inférieur à celui de la France et du département, alors qu'en 2008 la situation était inverse.
La commune fait partie de la couronne de l'aire d'attraction de Toulouse, du fait qu'au moins 15 % des actifs travaillent dans le pôle,. Elle compte 11 emplois en 2018, contre 13 en 2013 et 10 en 2008. Le nombre d'actifs ayant un emploi résidant dans la commune est de 77, soit un indicateur de concentration d'emploi de 14,3 % et un taux d'activité parmi les 15 ans ou plus de 64,3 %.
Sur ces 77 actifs de 15 ans ou plus ayant un emploi, 9 travaillent dans la commune, soit 12 % des habitants. Pour se rendre au travail, 90,9 % des habitants utilisent un véhicule personnel ou de fonction à quatre roues, 1,3 % les transports en commun et 7,8 % n'ont pas besoin de transport (travail au domicile).

### Activités hors agriculture
7 établissements sont implantés  à l'Isle-Arné au 31 décembre 2019.
Le secteur de la construction est prépondérant sur la commune puisqu'il représente 42,9 % du nombre total d'établissements de la commune (3 sur les 7 entreprises implantées  à l'L'Isle-Arné), contre 14,6 % au niveau départemental.

### Agriculture
|               | 1988 | 2000 | 2010 | 2020 |
| ------------- | ---- | ---- | ---- | ---- |
| Exploitations | 16   | 10   | 6    | 6    |
| SAU (ha)      | 676  | 542  | 469  | 522  |

La commune est dans les « Coteaux du Gers », une petite région agricole occupant l'est du département du Gers. En 2020, l'orientation technico-économique de l'agriculture  sur la commune est la polyculture et/ou le polyélevage. Six exploitations agricoles ayant leur siège dans la commune sont dénombrées lors du recensement agricole de 2020 (16 en 1988). La superficie agricole utilisée est de 522 ha,,.

## Culture locale et patrimoine

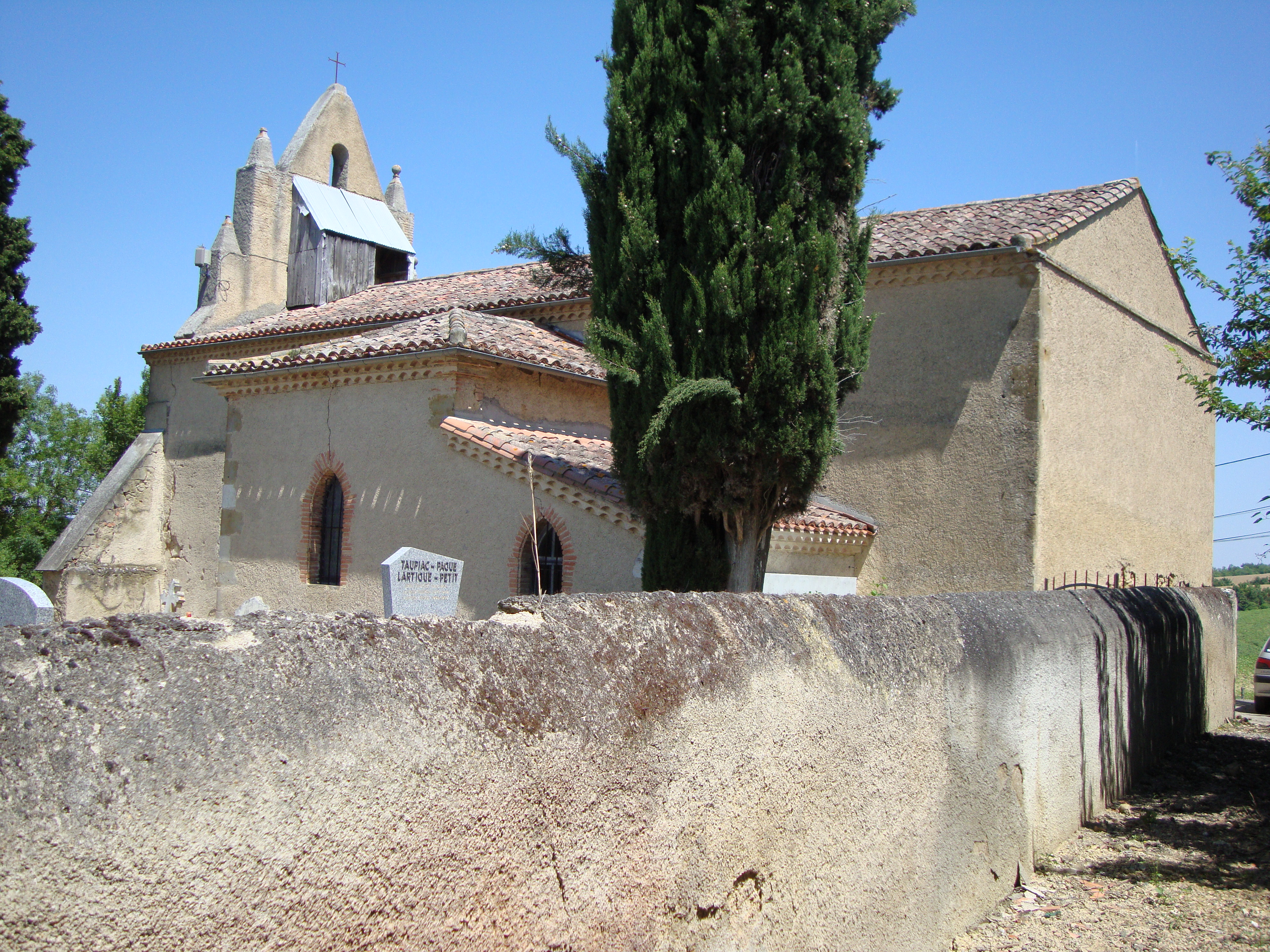
L'église Saint-Jean-Baptiste.

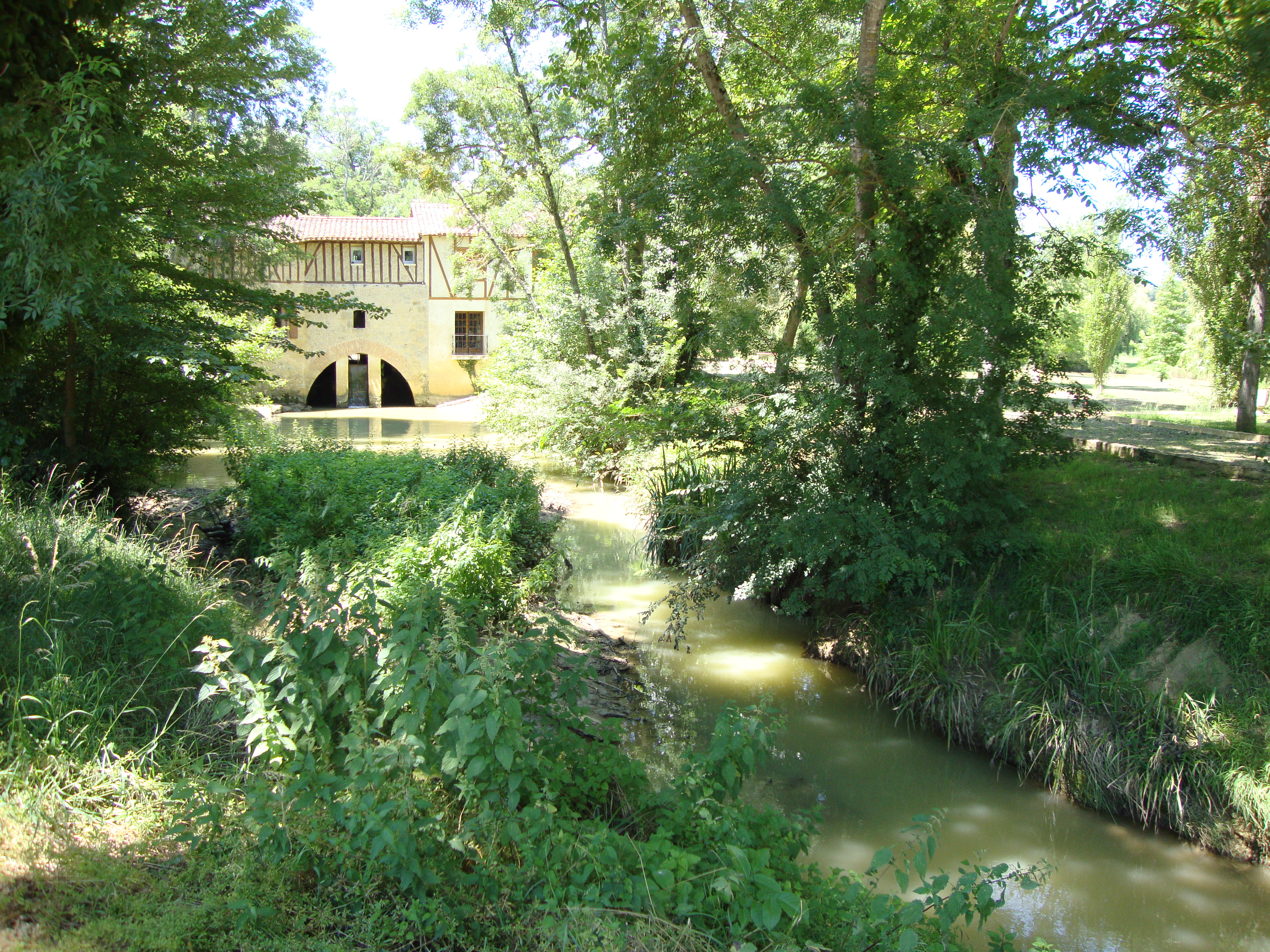
Moulin sur un bras de l'Arrats.

### Lieux et monuments
- Église Saint-Jean-Baptiste.
- Chapelle du château d'Arné.
- Moulin sur l'Arrats.

### Personnalités liées à la commune
- Famille du Cos de La Hitte

### Héraldique
| Blason de Isle-Arné (L') | Blason  | Coupé ondé : au 1er parti au I de sinople à un agneau pascal d'argent, la tête contournée, tenant une hampe croisetée au guidon d'argent chargé d'une croisette de gueules, au II d'argent à deux clés de gueules passées en sautoir, au 2d d'azur au plan de la commune d'argent chargé d'un lion de gueules et accompagné de trois étoiles d'or. |
| Blason de Isle-Arné (L') | Détails | Le statut officiel du blason reste à déterminer. |